# Qlinaria
Qlinaria is een Belgisch team dat deelneemt aan barbecue-kampioenschappen. 
Het barbecueteam uit de Kempen bestaat sinds 2009 en werd opgericht met als doel een eenmalige deelname aan het Belgisch Kampioenschap Barbecue, maar groeide nadien verder door. Het team deed ook mee aan wedstrijden buiten België.
Sinds 2020 werkt het team als een vereniging zonder winstoogmerk.

## Prijzen
- 2010 Nederlands kampioenschap, 1ste plaats
- 2010 Belgisch kampioenschap BBQ Genk 3de plaats varken
- 2011 Nederlands kampioenschap, 1ste plaats
- 2011 WK Barbecue Duitsland, 3de plaats dessert[2]
- 2012 Barbecuekampioenschap Nederland, 1ste plaats[3]
- 2012  Belgisch kampioenschap BBQ Torhout Winnaar Vis
- 2012  European Championschip BBQ Torhout Second Fish
- 2012  European Championschip BBQ Torhout Miss BBQ
- 2013 WK barbecue in Marokko[4], 1ste plaats barbecuesaus
- 2017 Belgisch kampioenschap BBQ, 1ste plaats
- 2017 Belgium Fire & food festival III 2 de Plaats Dessert Lummen
- 2017 Belgium Fire & food festival III 2 de Plaats Runds Lummen
- 2018 Beer, Fries and BBQ, 2de plaats hotdog
- 2018 Barbecuekampioenschap van Vlaanderen, 1ste plaats
- 2019 ode aan het wild in Gorssel, 1ste plaats
- 2022 WK barbecue in Torhout, 3de plaats cooking from the homeland
- 2022 WK barbecue in Torhout, wereldkampioen ‘1ste plaats in categorie Kip’[5][6]
- 2022 Grand Champion Pelt op de Rooster
- 2024 Europees en Belgisch kampioenschap BBQ blackbox (Ninhove) Europees een 1ste plaats in de categorie Varkensvlees.
- 2024 Europees en Belgisch kampioenschap BBQ blackbox (Ninhove) Culinair Belgisch Kampioen blackbox
- 2024 Europees en Belgisch kampioenschap BBQ blackbox (Ninhove) European reserve grand Champion Overall (2 de plaats Europees kampioenschap BBQ blackbox)
- 2024 Pelt Op De Rooster  1ste plaats "Grand Champion"
- 2024 Pelt Op De Rooster 1e plaats in de categorie Kip
- 2024 Pelt Op De Rooster 1e plaats in de categorie Varken
- 2024 Pelt Op De Rooster 1e plaats in de categorie Rund
- 2025 Belgium Fire & Food Festival in Lummen 2e plaats Beefhammer
- 2025 Belgium Fire & Food Festival in Lummen 2e plaats Everzwijnhaasje
- 2025 Belgium Fire & Food Festival in Lummen 3e plaats Mechelse Koekoek
- 2025 Belgium Fire & Food Festival in Lummen 2e plaats in het eindklassement

.